# Forum Horsens
La Forum Horsens est une salle située à Skanderborg, dans la région du Jutland central.
Elle sert notamment de salle de concert ou de gymnase et a comme club résident le Skanderborg Håndbold qui évolue, pour la saison 2018-2019, en Championnat du Danemark masculin de handball et en Championnat du Danemark féminin de handball.